# Превентивний ядерний удар
Превентивний ядерний удар (англ. preventive — профілактичний) — форма дій у ядерній війні, що застосовується для враження (руйнування) об'єктів протиборчої сторони ядерною або термоядерною зброєю. Превентивний ядерний удар припускає напад на іншу державу із застосуванням ядерної зброї виходячи із упевненості, що війна, хоча й не є невідворотною, але у перспективі неминуча, й, таким чином, зволікання пов'язане з більшим ризиком. За цією логікою, ліпше напасти, доки противник слабкий, ніж чекати, коли він стане сильним. Фактично це означає «профілактичний» удар зі застосуванням ядерної зброї або ядерний удар «про всяк випадок».
Наприклад, у певній державі відбувається масова мобілізація, військова техніка переміщується ближче до кордонів, лунають заклики керівництва держави до початку війни. У такому випадку в іншій державі є вибір — або дочекатися реального нападу і скористатися правом на самооборону, що передбачено Статутом ООН, або завдати упереджувального ядерного удару по потенційному агресору. Вперше поняття превентивний ядерний удар було використано 14 квітня 1950 року у документі Ради національної безпеки США NSC-68, де передбачалась можливість випереджального ядерного удару по СРСР у разі, якщо б стало відомо про підготовку нападу з його боку.
Превентивний ядерний удар може бути здійснений за рішення вищого політичного керівництва держави або за наказом вищого військового командування певною частиною або усім складом ядерних сил. Зі стратегічного погляду превентивний ядерний удар є найсприятливішім варіантом щодо забезпечення самооборони країни, коли не залишається іншого вибору та часу на роздум. Із політичного погляду, нормативне право на превентивний ядерний удар не закріплено в міжнародних правових актах, і дії держави, яка учинила такий удар, можуть бути розцінені як акт агресії. Першочерговими цілями удару є пункти державного та військового управління, ракетні або військово-морські бази, аеродроми стратегічної авіації, арсенали ядерної зброї.